# Telipogon ariasii
Telipogon ariasii är en orkidéart som beskrevs av Dodson och David Edward Bennett. Telipogon ariasii ingår i släktet Telipogon och familjen orkidéer. Inga underarter finns listade i Catalogue of Life.